# Тамаш Кіш (футболіст, 2000)
Тамаш Кіш (угор. Tamás Kiss, нар. 24 листопада 2000, Дьєр) — угорський футболіст, нападник польського клубу «Вісла» (Краків) та національної збірної Угорщини. Виступав також за низку європейських клубів.

## Клубна кар'єра
Тамаш Кіш народився 2000 року в місті Дьєр. Розпочав займатися футболом у юнацькій команді клубу «Тет», пізніше грав у юнацьких командах клубів «Дьїрмот» та «Галадаш». У 2017 році Кіш розпочав грати в основній команді клубу «Галадаш», у якій грав до 2018 року, взявши участь у 16 матчах чемпіонату.
У 2018 році футболіст став гравцем команди «Академія Пушкаша», звідки в 2000 році грав у оренді в клубі «Діошдьйор», після чого повернувся до «Академії Пушкаша», а в 2021—2022 році грав у оренді в нідерландському клубі «Камбюр», після чого знову повернувся з оренди до «Академії Пушкаша», де грав до 2023 року
У 2023 році Тамаш Кіш став гравцем клубу «Уйпешт», у складі якого грав до 2024 року. З 2024 року футболіст грає у складі польського клубу «Вісла» (Краків).

## Виступи за збірні
У 2015 році Тамаш Кіш дебютував у складі юнацької збірної Угорщини, загалом на юнацькому рівні взяв участь у 42 іграх, відзначившись 4 забитими голами.
Протягом 2019—2022 років Кіш грав у складі молодіжної збірної Угорщини. На молодіжному рівні зіграв в 11 офіційних матчах, забив 3 голи. У 2021 році футболіст провів 2 матчі у складі національної збірної Угорщини, в яких забитими голами не відзначився.